# مسجد القدس في ألمانيا
مسجد القدس (بالإنجليزية: al-Quds Mosque)، كان مسجدا في مدينة هامبورغ، ألمانيا بين عامي 1993 و 2010.

## التاريخ
- افتتح المسجد عام 1993، وتديره جمعية طيبة الثقافية الألمانية العربية.

- يقع المبنى من ثلاثة طوابق بالقرب من محطة سكة حديد هامبورغ هاوبتباهنهوف في منطقة الضوء الأحمر، في قسم سانت جورج في هامبورغ.

- تم إغلاق المسجد من قبل مسؤولي الأمن الألمان في أغسطس 2010، بعد  أحداث 11 سبتمبر في الولايات المتحدة الأمريكية.[3]